# Dambijnjamyn Maralgerel
Dambijnjamyn Maralgerel (mong. Дамбийнямын Маралгэрэл; ur. 27 marca 1972 w Cecerleg, zm. 25 sierpnia 2022 w Ułan Bator) – mongolski judoka. Olimpijczyk z Barcelony 1992, gdzie zajął dwudzieste miejsce wadze półlekkiej.
Startował w Pucharze Świata w 1995 roku. 

## Letnie Igrzyska Olimpijskie 1992
| Konkurencja | Eliminacje         | Eliminacje           | Klas. końcowa |
| Konkurencja | Przeciwnik I       | Przeciwnik II        | Miejsce       |
| ----------- | ------------------ | -------------------- | ------------- |
| 65 kg       | Caleb Jean (HAI) Z | Philip Laats (BEL) P | 20.           |